# Az Oregoni Egészségtudományi Egyetem művészeti gyűjteménye

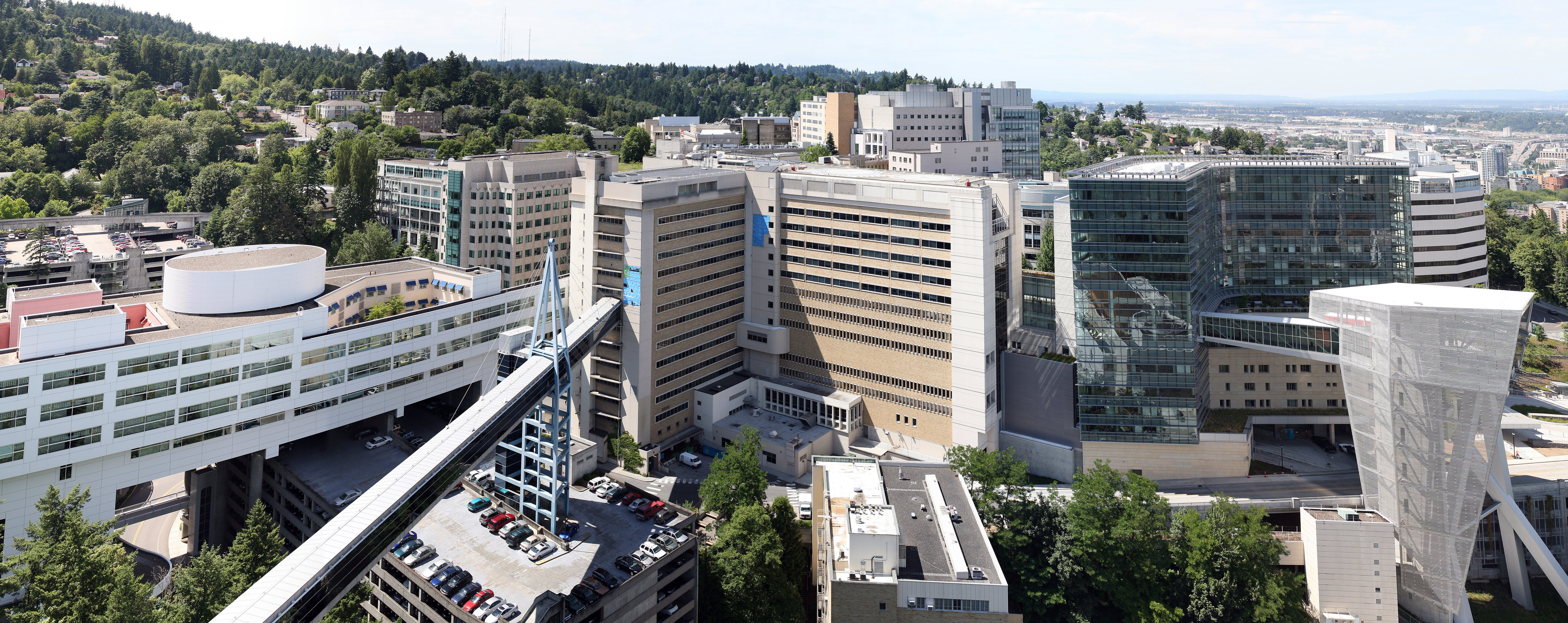
A Marquam Hill-i campus

Az Oregoni Egészségtudományi Egyetem portlandi campusán több mint kilencszáz, a térség művészei által készített alkotás van kiállítva.

## Történet
A Marquam-dombi Művészeti Bizottságot 1984-ben alapították; a gyűjteményt Carl Morris kilenc festményével 1985-ben hozták létre. 1995-ben egy nevét titkoló adományozó a Doernbecher Gyermekkórháznak több műalkotást ajándékozott.

## Műalkotások
A Marquam-dombon kiállított műalkotások között vannak az alábbiak:
- Frank Boyden – Brad Rude: Big Balance (1997)
- Jacque és Mary Regat: Blind Man and Loon (1995)
- Carl Morris: Intersecting Light (1984)
- Mary Josephson: New Friends, Two Eves (1999)
- Bruce West: Oregon Fabric (1994)
- Dinh Q Lee: Sibyls (1997)
- Jack Portland: Towers and Rocks (2007)
- Kim Osgood: Trust (2005)
- Larry Kirkland: Vita Mensae Living Mind, Life of Thought (1992)

Christian Moeller acélszobra az élettudományi épület előtt van kiállítva.

## Fordítás
- Ez a szócikk részben vagy egészben  az   Art collection of Oregon Health & Science University című angol Wikipédia-szócikk ezen változatának fordításán alapul.  Az eredeti cikk szerkesztőit annak laptörténete sorolja fel. Ez a jelzés csupán a megfogalmazás eredetét és a szerzői jogokat jelzi, nem szolgál a cikkben szereplő információk forrásmegjelöléseként.